# Eloria
Eloria é um gênero de traça pertencente à família Arctiidae.